# Juan Mora (Schiedsrichter)
Juan Carlos Mora (* 5. August 1989 in Alajuela) ist ein costa-ricanischer Fußballschiedsrichterassistent. Er steht als dieser seit 2015 auf der Liste der FIFA-Schiedsrichter.

## Karriere
Als Assistent begleitete er unter anderem Spiele bei der U-17-Weltmeisterschaft 2015 und der Weltmeisterschaft 2018. Zur Weltmeisterschaft 2022 wurde er ins Aufgebot der Assistenten berufen.